# Problema delle altre menti
Il problema delle altre menti è il problema filosofico di determinare come sappiamo che ci sono menti associate con i corpi che vediamo muoversi intorno a noi. Questo è più specificamente un problema di epistemologia.
Il problema può essere meglio espresso suddividendolo in passi successivi:
1. Non possiamo sapere se quando io guardo un oggetto rosso ho la stessa percezione del rosso che ha un altro (es.: non so se, assumendo lo stato mentale dell'altro allo stesso istante, non chiamerei quella sensazione verde).
2. Per cui, non possiamo sapere se altre persone abbiano sensazioni opposte a qualche reazione nervosa.
3. Non possiamo mai conoscere direttamente un altro stato mentale (possiamo solo basarci su osservazioni indirette, mirate ai comportamento altrui).

Conclusione: non possiamo mai sapere che esistono altre menti oltre alla nostra. Questo può portare alla posizione filosofica conosciuta come solipsismo.
In risposta a questo problema ci sono stati differenti approcci.

## Solipsismo
I solipsisti sostengono che non ci sono menti oltre alla nostra e che cercare di provare l'esistenza di un'altra mente è un tentativo futile. I proponenti di questa visione argomentano che il mondo al di fuori della nostra mente non può essere conosciuto e potrebbe addirittura non esistere.

## Visione riduzionista
Il punto di vista dei riduzionisti, sostenuto da John McDowell e altri, ha cercato di affrontare le prime due posizioni di sopra (la 1 e la 2) considerando come privilegiati alcuni modi di espressione (ad esempio, il provare dolore), che ci permettono un accesso diretto alla mente dell'altro. Così, sebbene accettino il problema della pretesa (cioè, che in nessun istante possiamo affermare di avere accesso a un altro stato mentale), essi sostengono che questi stati mentali non sono permanentemente inaccessibili a noi.

## Punto di vista materialista soft
Agli argomenti riduzionistici si potrebbe contrapporre una teoria più biologica (e, in qualche modo, un punto di vista materialistico). Consideriamo l'occhio e la percezione del colore. I coni foto-sensibili della retina, che rispondono alla porzione di spettro elettromagnetico designato come "rosso", sono simili in ogni persona esaminata: così potremmo aspettarci che tutte le persone sperimentino il rosso nello stesso modo. Tuttavia, sappiamo anche che alcune persone hanno perso alcuni (o tutti) i coni dell'occhio; questo dà luogo alla cecità ai colori e altri disturbi, come variazioni visive. Alo stesso modo, differenze nella distribuzione dei neuroni e dendriti connessi (tra molte altre potenziali variazioni) possono dare atto a stati mentali differenti per lo stesso stimolo. Da un punto di vista cross-culturale, quando si ha una parola per rosso, essi concordano con le altre culture nelle quali la lunghezza d'onda della luce si adatta meglio al termine "rosso"(la stessa lunghezza d'onda che primariamente eccita i coni che denotano il canale rosso/verde al cervello). Inoltre anche se gli occhi e i cervelli umani possono essere fatti in un modo tale che le lunghezze d'onda siano simili, per ognuno vi possono essere esperienze che divergono. In particolare, uno stimolo esteriore può procurare esperienze differenti allo stesso individuo a seconda dell'occhio che viene usato.

## Alternative
Per ultimo, alcune persone vedono come prova contro il solipsismo il fatto stesso che noi possiamo discutere il problema delle altre menti e confrontarci l'un l'altro in questa paura esistenziale. Questi individui sostengono che fondamentalmente tutte le menti sono connesse, noi tutti differiamo nei nostri universi di pensieri ma l'universo sopra di noi è costante e ci lega gli uni agli altri. 